# Csupor nemzetség
A Csupor nemzetség (Chupor, Chupur) nemzetség a 13. század elején élt, rövid életű nemzetség volt.

## Története
A Csupor nemzetség birtokainak nagy része a Csongrádi vár közelében feküdt. A tatárjárás előtt Csongrád vármegyében, birtokukban volt a Szeged melletti Tápé és egy Vártó nevű halastó.
1241-ben a tatárjáráskor a tatárok a nemzetség majdnem minden itteni tagját legyilkolták.
1247-ben, a tatárjárás után a Szegedre betelepült hospesek azzal a kéréssel fordultak IV. Béla királyhoz, hogy adományozza nekik a földjükkel szomszédos, a csongrádi várhoz tartozó Tápé nevű lakatlan földet és a Vártó nevű csongrádi várhoz tartozó halastavat, amely korábban a Csupor nemzetség birtoka volt.
Mivel a nemzetség itteni tagjait a tatárok legyilkolták, IV. Béla király nem támasztott akadályt kérésükkel szemben, örök jogon megkapták a kért területet.
E nemzetségből valónak vallják magukat még [Fejér: Cod.Dipl. tom. IV. vol. I. p. 455.] a Monoszlói Csupor családhoz tartozó Csupor Miklós, aki 1351-ben esztergomi érsek és testvére Tamás országbíró, valamint az 1412-ben Körös vármegyei főispán Csupor Pál és három gyermeke: Ákos, Demeter, György és az 1467-ben erdélyi vajdaként említett Csupor Miklós is, aki 1473-ban esett el.